# Boyne Coast and Estuary SAC
Boyne Coast and Estuary SAC este o arie protejată (sit de importanță comunitară — SCI) din Irlanda întinsă pe o suprafață de 629,24 ha, integral pe uscat.

## Localizare
Centrul sitului Boyne Coast and Estuary SAC este situat la coordonatele 53°43′44″N 6°15′29″W / 53.72893°N 6.258186°V.

## Înființare
Situl Boyne Coast and Estuary SAC a fost declarat sit de importanță comunitară în decembrie 1999 pentru a proteja 21 de specii de animale.

## Biodiversitate
Situată în ecoregiunea atlantică, aria protejată conține 10 habitate naturale: Terase mlăștinoase și terase nisipoase neacoperite de apă la reflux, Pajiștile Spartina (Spartinion maritimae), Dune mobile cu vegetație embrionară, Salicornia și alte specii anuale care populează regiunile mlăștinoase și nisipoase, Estuare, Dune mobile de-a lungul țărmului cu Ammophila arenaria („dune albe”), Pășuni mediteraneene udate de apa mării (Juncetalia maritimi), Pășuni atlantice udate de apa mării (Glauco-Puccinellietalia maritimae), Dune de coastă fixe cu vegetație erbacee („dune gri”), Vegetație anuală la limita mareei.
La baza desemnării sitului se află mai multe specii protejate de  păsări (21): rață pitică (Anas crecca), rață fluierătoare (Anas penelope), rață mare (Anas platyrhynchos), pietruș (Arenaria interpres), Branta bernicla, Calidris alba, fugaci de țărm (Calidris alpina), Calidris canutus, prundaș gulerat mare (Charadrius hiaticula), scoicar (Haematopus ostralegus), sitar de mal nordic (Limosa lapponica), sitar de mâl (Limosa limosa), ferestrașul mare (Mergus merganser), culic mare (Numenius arquata), cormoran mare (Phalacrocorax carbo), ploier auriu (Pluvialis apricaria), ploier argintiu (Pluvialis squatarola), chiră mică (Sterna albifrons), călifar alb (Tadorna tadorna), fluierarul cu picioare roșii (Tringa totanus), nagâț (Vanellus vanellus).
Pe lângă speciile protejate, pe teritoriul sitului au mai fost identificate 1 specie de plante, 1 specie de mamifere.